# ナタール州
ナタール州（ナタールしゅう、英語: Province of Natal, アフリカーンス語: Natalprovinsie）は、南アフリカ共和国（かつて南アフリカ連邦）に1910年から1994年まで存在していた州。州都はピーターマリッツバーグ。1910年に南アフリカの4つの植民地が合同して南アフリカ連邦が成立した際、それまでのナタール植民地から改組し成立した。もともとズールー王国の故地であり、黒人中ではズールー人の勢力が極めて強かった。また、インド系を中心としたアジア人が最も多い州でもあった。
アパルトヘイト期にはナタール州内の各所に点々とズールー人のバントゥースタンであるクワズールーの州域が広がっていた。1960年の連邦から共和国への改組をめぐる国民投票では、4つの州のうち唯一共和国化に反対した。1980年代後半からの民主化運動では、ズールー人のインカタ自由党とアフリカ民族会議の間で暴力が頻発した。
1994年以降、クワズールーとナタールは合併し、クワズールー・ナタール州となった。